# Torneo de Catar 2013
El Qatar Total Open 2013 fue un evento de tenis WTA Premier 5 en la rama femenina. Se disputó en Doha (Catar), en el complejo International Tennis and Squash y en cancha dura al aire libre, haciendo parte de un conjunto de eventos que hacen de antesala a los Torneos WTA Premier Mandatory de la gira norteamericana, entre el 11 de febrero y el 16 de febrero del 2013 en los cuadros principales femeninos de singles y dobles, pero la etapa de clasificación se disputó desde el 8 de febrero.

## Puntos y premios en Dinero

### Distribución de Puntos
| Evento       | G   | F   | SF  | CF  | Ronda de 16 | Ronda de 32 | Ronda de 64 | Q  | Q2 | Q1 |
| Individuales | 900 | 620 | 395 | 225 | 125         | 70          | 1           | 30 | 20 | 1  |
| Dobles       | 900 | 620 | 395 | 225 | 125         | 1           | —           | —  | —  | —  |

### Premios en Dinero
| Evento       | G        | F        | SF       | CF      | Ronda de 16 | Ronda de 32 | Ronda de 64 | Q2     | Q1     |
| Individuales | $426,000 | $213,000 | $106,435 | $49,040 | $24,300     | $12,480     | $6,415      | $3,560 | $1,840 |
| Dobles *     | $122,000 | $61,600  | $30,490  | $15,340 | $7,780      | 3,840       | —           | —      | —      |

*Por Equipo.

## Cabezas de serie

### Individuales femeninos
| Tenista             | Ranking | Preclasificada |
| Victoria Azarenka   | 1       | 1              |
| Serena Williams     | 2       | 2              |
| María Sharápova     | 3       | 3              |
| Agnieszka Radwanska | 4       | 4              |
| Angelique Kerber    | 5       | 6              |
| Sara Errani         | 6       | 7              |
| Petra Kvitova       | 7       | 8              |
| Samantha Stosur     | 8       | 9              |
| Marion Bartoli      | 9       | 10             |
| Caroline Wozniacki  | 10      | 11             |
| Nadia Petrova       | 11      | 12             |
| Maria Kirilenko     | 12      | 13             |
| Ana Ivanovic        | 13      | 14             |
| Dominika Cibulková  | 14      | 15             |
| Roberta Vinci       | 15      | 16             |
| Sloane Stephens     | 16      | 17             |
| Lucie Safarova      | 17      | 18             |

### Otras Participantes
Las siguientes jugadoras recibieron una invitación al Cuadro Principal de Individuales:
- Fatma Al Nabhani
- Heidi El Tabakh
- Ons Jabeur

Las siguientes jugadoras ingresaron al Cuadro Principal a través de la Clasificación:
- Ekaterina Bychkova
- Vera Dushevina
- Caroline Garcia
- Nadiya Kichenok
- Tadeja Majerič
- Bethanie Mattek-Sands
- Yulia Putintseva
- Anastasia Rodionova

Las siguientes jugadoras entraron al Cuadro Principal como Lucky Loser:
- Daria Gavrilova
- Mervana Jugić-Salkić

### No se Presentaron en el Torneo
- Li Na (Lesión de Tobillo)
- Dominika Cibulková
- Bojana Jovanovski

### Retiros
- Varvara Lepchenko
- Yanina Wickmayer

### Dobles femeninos
| Tenista                            | Ranking | Preclasificada |
| Sara Errani/ Roberta Vinci         | 1       | 1              |
| Nadia Petrova/ Katarina Srebotnik  | 20      | 2              |
| Raquel Kops-Jones/ Abigail Spears  | 27      | 3              |
| Nuria Llagostera Vives/ Jie Zheng  | 30      | 4              |
| Hsieh Su-wei/ Liezel Huber         | 33      | 5              |
| Anna-Lena Grönefeld/ Květa Peschke | 35      | 6              |
| Andrea Hlaváčková/ Lucie Šafářová  | 40      | 7              |
| Bethanie Mattek-Sands/ Sania Mirza | 46      | 8              |

### Otras Participantes
Las siguientes parejas recibieron una invitación al Cuadro de Dobles:
- Fatma Al Nabhani /  Kathrin Wörle
- Caroline Garcia /  Christina McHale
- Petra Kvitová /  Yanina Wickmayer
- Aleksandrina Naydenova /  Francesca Schiavone

## Campeonas

### Individuales femeninos
Victoria Azarenka venció a  Serena Williams por 7-6(8-6), 2-6, 6-3

### Dobles femenino
Sara Errani /  Roberta Vinci vencieron a  Nadia Petrova /  Katarina Srebotnik por 2-6, 6-3, [10-6]